# 파이브 카운티 스타디움
파이브 카운티 스타디움은 롤리 교외의 노스캐롤라이나 주 제불론에 위치한 야구장이다. 그것은 캐롤라이나 리그의 캐롤라이나 머드캣의 고향이다. 1991년에 개장하여 1999년에 대대적으로 개조된 야구장은 6,500명을 수용할 수 있다.
경기장 이름은 그 위치에서 따온 것이다. 경기장 속성은 웨이크군에 있으며 5 마일 (8.0 km) 프랭클린군, 내시군, 존스턴군 및 윌슨군 카운티에 있다.
US 264는 일반적으로 북서쪽에서 남동쪽 방향으로 경기장을 지나고, NC 39 는 건물의 동쪽을 둘러싸고 있다. 반대편에는 주차장이 들판을 둘러싸고 있고, 홈플레이트 뒤에는 캠핑장으로 자주 쓰이던 넓은 잔디밭이 있다.

## 역사
콜롬버스 머드캣의 구단주인 스티브 브라이언트가 1991년에 클럽을 노스캐롤라이나로 옮겼을 때 대중이 쉽게 접근할 수 있었다. 머드캣이 더럼 불스의 영토 권리를 침해하지 않고 얻을 수 있을 만큼 래일에 가까운 지불론에서 사이트가 선택되었다. 야구장을 빨리 건설하기 위해 건축업자들은 전통적인 콘크리트 대신 금속 좌석을 선택했다. 1999년 리노베이션을 통해 대부분의 금속을 콘크리트로 교체하였다.
더블-A 머드캣은 2011년 팬서콜라로, 캐롤라이나 리그의 킨스톤 인디언은 지불론으로 이동하여 2021 시즌을 위해 로우-A 로 개편될 때까지 발전한 클래스 A에서 머드캣으로 계속되었다.

## 이미지
- field layout
- The Mudcats (in white) play the Montgomery Biscuits
- Outfield being patrolled by the visiting Montgomery Biscuits